# Wiehl (Reichshof)
Wiehl ist eine der 106 Ortschaften der Gemeinde Reichshof im Oberbergischen Kreis im nordrhein-westfälischen Regierungsbezirk Köln in Deutschland.
Ende 2016 gab es in Wiehl 113 Einwohner.:

## Lage und Beschreibung
Der Ort liegt nordöstlich der Wiehltalsperre, die nächstgelegenen Zentren sind Gummersbach (15 km nordwestlich), Köln (64 km westlich) und Siegen (39 km südöstlich).

## Geschichte

### Erstnennung
1575 wurde der Ort das erste Mal urkundlich erwähnt: „Joahan in der Wiell, Hannes sein Broder und Peter Poppe ihr Nachbar gehören zu den Zeugen bei einem bergischen Grenzumgang.“ 
Die Schreibweise der Erstnennung war Wiell.
| Bevölkerungsentwicklung | Bevölkerungsentwicklung |
| Jahr                    | Einwohner               |
| ----------------------- | ----------------------- |
| 1991                    | 150                     |
| 2005                    | 122                     |
| 2008                    | 127                     |
| 2016                    | 113                     |
| 2017                    | 116                     |
| 2018                    | 117                     |
| 2019                    | 114                     |